# 梁丘穴
梁丘穴是属于足陽明胃經的腧穴，是胃經的郄穴。

## 定位
屈膝，當髂前上棘與髕底外側端連線上，髕底上2寸。

## 主治
胃痛、膝關節疼痛、乳癰等。

## 操作
直刺1～1.5寸；可灸。